# Železniční trať Taubenheim–Dürrhennersdorf
Železniční trať Taubenheim - Dürrhennersdorf byla saská úzkorozchodná dráha v Horní Lužici, nedaleko českých hranic. Vedla z Taubenheimu na hlavní trati Drážďany - Žitava - Liberec přes průmyslové město Oppach do Dürrhennersdorfu na trati z Ebersbachu do Löbau. V roce 1945 byla v rámci válečných reparací demontována a odeslána do Sovětského svazu.
Přestože majitelé továren v Oppachu, Beiersdorfu a Schönbachu dávali přednost stavbě normálněrozchodné dráhy, začaly v září 1891 stavební práce na 12,04 km dlouhé úzkorozchodné dráze. Trať byla otevřena 1. listopadu 1892. Kromě cestujících bylo přepravováno především uhlí, kámen a zemědělské produkty. Denně bylo vypravováno až pět párů smíšených vlaků s osobními a nákladními vagony.
V průběhu druhé světové války zaznamenala trať nárůst přepravy, především v souvislosti s výrobou továrny společnosti Siemens v Oppachu. Dráhu denně k dojíždění za prací využívalo zhruba tisíc cestujících. 17. září 1945, jen několik měsíců po konci války, došlo k zastavení přepravy a téměř celý vozový park byl předán do Sovětského svazu jako válečné reparace. Poslední manipulační vlaky zajišťující svoz demontovaných kolejnic dojezdily v listopadu 1945.
Na trati byly nejprve nasazeny parní lokomotivy I K, krátce byla využívána i jedna parní lokomotiva III K. Po roce 1926 zajišťovaly provoz téměř výhradně parní lokomotivy IV K. V případě potřeby docházelo k výměnám lokomotiv s Žitavskou úzkorozchodnou drahou. Pro nákladní přepravu byly nejprve využívány úzkorozchodné nákladní vagony, později byly nasazeny i podvalové vozy.